# Broumy
Broumy är en ort i Tjeckien.   Den ligger i regionen Mellersta Böhmen, i den centrala delen av landet, 40 km väster om huvudstaden Prag. Broumy ligger 398 meter över havet och antalet invånare är 793.
Terrängen runt Broumy är huvudsakligen kuperad, men den allra närmaste omgivningen är platt.Runt Broumy är det ganska tätbefolkat, med 80 invånare per kvadratkilometer. Närmaste större samhälle är Beroun, 15,7 km öster om Broumy. I omgivningarna runt Broumy växer i huvudsak blandskog.